# Kenneth Branagh
Sir Kenneth Charles Branagh (/ˈbrænə/; n. 10 decembrie 1960, Belfast, Irlanda de Nord, Regatul Unit) este un actor, producător, scenarist și regizor de teatru și film nord irlandez. Branagh a absolvit Royal Academy of Dramatic Art din London, iar în 2015, i-a succedat lui Richard Attenborough ca președinte al faimoasei instituții. Printre alte realizări scenice și filmice, omul de teatru nord-irlandez, a interpretat ca actor, a adaptat ca scenarist și a regizat mai multe adaptări filmice ale unor piese de teatru ale lui William Shakespeare. 

## Onoruri
În 1994, Branagh a refuzat acordarea titlului de Order of the British Empire (CBE).
Branagh a fost cel mai tânăr actor căruia i s-a decernat Golden Quill (cunoscut și sub numele de Premiul Gielgud) în anul 2000.
Alături de Roberto Benigni, Branagh este unul din cei doi ne-americani nominalizat pentru premii Oscar pentru actorie, scenariu și regie, respectiv unul din cei opt actori care a fost recompensat cu această onoare. Ceilalți șase sunt Orson Welles, Woody Allen, Warren Beatty, George Clooney, John Huston și John Cassavetes.

## Filmografie

### Actor
- To the Lighthouse (1983) (television) as Charles Tansley
- Ghosts (1986) (television) as Oswald
- Fortunes of War (1987) (television)
- A Month in the Country (1987) as James Moon
- High Season (1988) as Rick
- Look Back In Anger (1989) as Jimmy Porter
- Henry V (1989) as Henry V
- Dead Again (1991) as Roman Strauss and Mike Church
- Peter's Friends (1992) as Andrew Benson
- Swing Kids (1993) as Herr Knopp, Gestapo (uncredited)
- Mult zgomot pentru nimic (1993) as Benedick
- Mary Shelley's Frankenstein (1994) as Dr. Victor Frankenstein
- Othello (1995) as Iago
- Hamlet (1996) as Hamlet
- The Gingerbread Man (1998) as Rick Magruder
- The Theory of Flight (1998) as Richard
- Alien Love Triangle (1998) (short)
- The Proposition (1998) as Father Michael McKinnon
- The Dance of Shiva (1998) (short) as Col. Evans
- Celebrity (1998) as Lee Simon
- Wild Wild West (1999) as Dr. Arliss Loveless
- The Periwig-Maker (1999) (short) (voice) as Periwig-maker
- The Road to El Dorado (2000) (voice) as Miguel
- Love's Labour's Lost (2000) as Berowne
- Conspiracy (2001) (television) as Reinhard Heydrich
- Schneider's 2nd Stage (2001) (short) as Joseph Barnett
- Rabbit-Proof Fence (2002) as A. O. Neville
- How to Kill Your Neighbor's Dog (2002) as Peter McGowan
- Harry Potter and the Chamber of Secrets (2002) as Professor Gilderoy Lockhart
- Shackleton (television) (2002) as Sir Ernest Henry Shackleton
- Five Children and It (2004) as Uncle Albert
- Warm Springs (television) (2005) as Franklin D. Roosevelt
- Valkyrie (2008) as Henning von Tresckow
- Wallander (television) (2008) as Kurt Wallander
- The Boat That Rocked (2009) as Minister Dormandy

### Regizor
- Henry V (1989)
- Dead Again (1991)
- Swan Song (1992, short) starring John Gielgud
- Peter's Friends (1992)
- Mult zgomot pentru nimic (1993)
- Frankenstein (1994)
- A Midwinter's Tale (1996)
- Hamlet (1996)
- Love's Labour's Lost (2000)
- Listening (2003 short)
- The Magic Flute (2006)
- As You Like It (2006)
- Sleuth (2007)
- Thor (2011)

### Povestitor
- Cinema Europe: The Other Hollywood (Six-part TV special) (1996)
- Great Composers (TV mini-series) (1997)
- Cold War (CNN TV series) (1998)
- The Making of Walking with Dinosaurs (UK version) (TV series) (1999)
- Walking with Dinosaurs (UK version) (TV series) (1999)
- The Science of Walking with Beasts (Australia) (Two-part TV special) (2001)
- The Ballad of Big Al (UK version) (TV special) (2001)
- Walking with Beasts (UK version) (TV series) (2001)
- Walking with Monsters: Life Before Dinosaurs (TV series) (2005)
- Goebbels-Experiment, Das (Documentary) (2005)

## Discografie și cărți audio
- Shakespeare's Richard III (complete) for Naxos Audiobooks
- In the Ravine & Other Short Stories by Anton Chekhov (unabridged) for Naxos Audiobooks
- Mendelssohn's incidental music for A Midsummer Night's Dream (recitant) live recording for Sony Classical, conducted by Claudio Abbado
- The Diary of Samuel Pepys 1660-1669 (abridged) for Hodder Headline Audio Classics
- The Magician's Nephew by C.S Lewis for Harper Books
- Shakespeare's "Sonnet 30" for the 2002 compilation album, When Love Speaks (EMI Classics)
- Mary Shelley's Frankenstien "[Abridged]